# Copa Final Four 2009
La II Copa Final Four de Voleibol Femenino, llamada también Copa Chinalco, se celebró del 9 al 13 de septiembre de 2009 en la ciudad de Lima, Perú. Todos los partidos se realizaron en el Coliseo Eduardo Dibós.

## Equipos participantes
| Confederación | Selecciones                         |
| ------------- | ----------------------------------- |
| CSV           | Brasil Perú                         |
| NORCECA       | Estados Unidos República Dominicana |

## Primera fase

### Resultados
| Fecha    | Encuentro                             | Resultado | Set   | Set   | Set   | Set   | Set   | Puntuación total |
| Fecha    | Encuentro                             | Resultado | 1     | 2     | 3     | 4     | 5     | Puntuación total |
| -------- | ------------------------------------- | --------- | ----- | ----- | ----- | ----- | ----- | ---------------- |
| 09-09-09 | Estados Unidos - Brasil               | 2-3       | 12-25 | 25-18 | 22-25 | 25-19 | 13-15 | 97-102           |
| 09-09-09 | Perú - República Dominicana           | 0-3       | 14-25 | 22-25 | 13-25 |       |       | 49-75            |
| 10-09-09 | República Dominicana - Brasil         | 0-3       | 18-25 | 18-25 | 18-25 |       |       | 54-75            |
| 10-09-09 | Perú - Estados Unidos                 | 1-3       | 10-25 | 25-20 | 14-25 | 20-25 |       | 69-95            |
| 11-09-09 | Estados Unidos - República Dominicana | 0-3       | 20-25 | 19-25 | 23-25 |       |       | 62-75            |
| 11-09-09 | Brasil - Perú                         | 3-0       | 25-18 | 26-24 | 25-11 |       |       | 76-53            |

### Clasificación
| Pos | Equipo               | PJ | PG | PP | SF | SC | PTS |
| --- | -------------------- | -- | -- | -- | -- | -- | --- |
| 1   | Brasil               | 3  | 3  | 0  | 9  | 2  | 6   |
| 2   | República Dominicana | 3  | 2  | 1  | 6  | 3  | 5   |
| 3   | Estados Unidos       | 3  | 1  | 2  | 5  | 4  | 4   |
| 4   | Perú                 | 3  | 0  | 3  | 1  | 9  | 3   |

## Fase final
|  | Semifinales          | Semifinales    |   |                      | Final     | Final |  |
|  |                      |                |   |                      |           |       |  |
|  |                      |                |   |                      |           |       |  |
|  |                      |                |   |                      |           |       |  |
|  | República Dominicana | 1              |   |                      |           |       |  |
|  | Estados Unidos       | 3              |   |                      |           |       |  |
|  |                      |                |   |                      |           |       |  |
|  |                      |                |   |                      |           |       |  |
|  |                      |                |   |                      | Brasil    | 3     |  |
|  |                      | Estados Unidos | 1 |                      |           |       |  |
|  |                      |                |   |                      |           |       |  |
|  |                      |                |   |                      |           |       |  |
|  |                      |                |   |                      | 3º puesto |       |  |
|  |                      |                |   |                      |           |       |  |
|  | Perú                 | 0              |   | República Dominicana | 3         |       |  |
|  | Brasil               | 3              |   |                      | Perú      | 0     |  |

### Semifinales
| Fecha    | Encuentro                             | Resultado | Set   | Set   | Set   | Set   | Set | Puntuación total |
| Fecha    | Encuentro                             | Resultado | 1     | 2     | 3     | 4     | 5   | Puntuación total |
| -------- | ------------------------------------- | --------- | ----- | ----- | ----- | ----- | --- | ---------------- |
| 12-09-09 | República Dominicana - Estados Unidos | 1-3       | 20-25 | 25-23 | 23-25 | 24-26 |     | 92-99            |
| 12-09-09 | Perú - Brasil                         | 0-3       | 21-25 | 13-25 | 15-25 |       |     | 49-75            |

### Finales
| Fecha    | Encuentro                   | Resultado | Set   | Set   | Set   | Set   | Set | Puntuación total |
| Fecha    | Encuentro                   | Resultado | 1     | 2     | 3     | 4     | 5   | Puntuación total |
| -------- | --------------------------- | --------- | ----- | ----- | ----- | ----- | --- | ---------------- |
| 13-09-09 | República Dominicana - Perú | 3-0       | 25-17 | 25-21 | 27-25 |       |     | 77-63            |
| 13-09-09 | Brasil - Estados Unidos     | 3-1       | 25-17 | 25-16 | 25-27 | 25-19 |     | 100-79           |

## Campeón
| Brasil           |
| Campeón          |
| BRASIL 2º título |

## Clasificación general
| Pos | Equipo               |
| --- | -------------------- |
| 1   | Brasil               |
| 2   | Estados Unidos       |
| 3   | República Dominicana |
| 4   | Perú                 |